# Wettolsheim
Wettolsheim település Franciaországban, Haut-Rhin megyében. Lakosainak száma 1771 fő (2022. január 1.). Wettolsheim Sainte-Croix-en-Plaine, Eguisheim, Colmar és Wintzenheim községekkel határos.

## Népesség
A település népessége az elmúlt években az alábbi módon változott:
| Lakosok száma | 1688 | 1703 | 1776 | 1733 | 1739 | 1745 | 1775 | 1776 | 1771 |
|               | 2013 | 2015 | 2016 | 2017 | 2018 | 2019 | 2020 | 2021 | 2022 |